# Хајдуци (представа)
Хајдуци је позоришна представа коју је режирао и написао Даријан Михајловић.
Премијерно приказивање било је 26. новембра 2013. године у позоришту ДАДОВ, чиме је обележено 55 година постојања омладинског позоришта ДАДОВ. Представа је базирана на истоименом роману Бранислава Нушића.
У овом издању „Хајдука” улоге деце тумаче етаблирани глумци. Тема представе су осећања људи када су били млади и о томе како увек мислимо да је свако прошло време било боље.
Представа је гостовала на фестивалу Нушићеви дани у Смедереву.

## Радња
Сваког четвртка и недеље на широкој пољани поред Дунава окупљала се дружинаа. Седили су на великом храстовом стаблу и причали о свему и свачему, а кад би им прича досадила направили би лопту и играли фудбал све до вечери. Међусобно су се разликовали по особинама, изгледу и понашању а сваки од њих је имао одговарајући надимак. Заједничко им је било то што нису волели школу и нису били добри ђаци.
Вођа дружине је био Чеда Брба, најјачи међу њима и једини који није ишао у школу. Сви су га се бојали и иако су знали да је велики лажов пажљиво су слушали његове измишљене приче и претварали се да му верују. Чеда Брба је одлучио да оде у хајдуке и позвао дружину да му се придруже, што су они и прихватили. Тако почиње и сам заплет и радња приче.

## Улоге
| Лица | Глумци                |
| ---- | --------------------- |
|      | Светислав Буле Гонцић |
|      | Лена Богдановић       |
|      | Жељко Максимовић      |
|      | Милош Самолов         |
|      | Марко Живић           |

## Галерија
- Фотографија са извођења представе
- Фотографија са извођења представе
- Фотографија са извођења представе
- Фотографија са извођења представе
- Фотографија са извођења представе
- Фотографија са извођења представе
- Фотографија са извођења представе
- Фотографија са извођења представе
- Фотографија са извођења представе
- Фотографија са извођења представе
- Фотографија са извођења представе
- Фотографија са извођења представе
- Фотографија са извођења представе
- Фотографија са извођења представе
- Фотографија са извођења представе
- Фотографија са извођења представе
- Фотографија са извођења представе
- Фотографија са извођења представе
- Фотографија са извођења представе
- Фотографија са извођења представе
- Фотографија са извођења представе
- Фотографија са извођења представе
- Фотографија са извођења представе
- Фотографија са извођења представе
- Фотографија са извођења представе
- Фотографија са извођења представе